# Haarpijpje
Het haarpijpje (Bougainvillia muscus) is een hydroïdpoliep uit de familie Bougainvilliidae. De poliep komt uit het geslacht Bougainvillia. Bougainvillia muscus werd in 1863 als Perigonymus muscus voor het eerst wetenschappelijk beschreven door George James Allman.

## Beschrijving
Het haarpijpje is een koloniale hydroïdpoliep die onregelmatige, vertakte vertakte struiken vormt. De afzonderlijke poliepen hebben twee ringen van tentakels die afwisselend naar boven en naar beneden wijzen. De kolonie kan ongeveer 120 millimeter hoog worden met poliepen tot drie millimeter lang. De hydranthen zijn cilindrisch of spoelvormig en felrood of roze.
De vorm van de hydroïdpoliep is zeer variabel en dit was een van de redenen voor de taxonomische verwarring. In de "muscus"-vorm komen uit een stoloon enkele poliepen of korte takken tevoorschijn . In de "fruticosa"-vorm is de hydrocaulis veel vertakt en groeit tot vijftig millimeter hoog. De perisarc stijgt naar de basis van de tentakels die een gegolfde of vliezige beker kunnen vormen. In de "ramosa "-vorm is deze beker groter en kan de hydrant zich er bijna volledig in terugtrekken. Van deze vormen is aangetoond dat vormen veroorzaakt worden door de omgeving veroorzaakte en dat alle drie kunnen worden afgeleid van de "muscus"-vorm.

## Verspreiding
Het haarpijpje komt voor in de Noordelijke Atlantische Oceaan, Europese kusten, Middellandse Zee en oostelijke en westelijke Noord-Amerikaanse kusten. Het geeft de voorkeur aan beschutte wateren en is tolerant ten opzichte van een laag zoutgehalte. De meduse, het kwalstadium van B. muscus, zijn waargenomen rond de kusten van Groot-Brittannië, de Noordzee, Noorwegen, het zuidwesten van Ierland, de Scilly-eilanden, de Golf van Biskaje, de Middellandse Zee en in de buurt van Rhode Island in de Verenigde Staten.